# 純ジャパ
純ジャパ（じゅんジャパ）とは、純粋と「ジャパニーズ（日本人）」を合成した略語で、幼少期から長期に日本を離れて生活した経験がない、主に英語を流暢に操れない日本在住の人々を指す。隠語（ジャーゴン）。

## 概要
デジタル大辞泉は「《「純粋ジャパニーズ」の意》俗に、海外旅行や海外留学の経験のない日本人のこと。海外旅行をしたことはあるが、外国語が身につくほどの海外での生活経験がない場合にもいう。」としている。

## 解説
この語は「帰国子女」というカテゴリーでくくられる人々の中から生まれたもので、彼・彼女らが「帰国子女」として日本社会で特別視または差別された経験から、差別者に対して、その差別を投げ返すための対抗語として生まれたという背景がある。
応用言語学者の寺沢拓敬によると、「純ジャパ」という語は、「日本国内の特定の大学（古くは国際基督教大学や上智大学、最近では早稲田大学の特定学部や国際教養大学など）に浸透しているジャーゴン（隠語）」で、「海外経験の内容、「学力」への自信（難関大学に入学したという自負）、そしてジェンダーなどの要因が複雑に絡まって」おり、「一見否定的なレッテルでもあるが（そして実際にはその側面はあるのだが）、「純ジャパ」たちは自虐的にそのラベルを好んで消費」しているという。
しかし、自らを「純ジャパ」と位置付ける筆者たちは、「帰国子女」とくくられる人々などと比較して劣る自身らの英語によるコミュニケーション能力、長期の海外経験がないことを卑下しており、なかには「純ジャパ・コンプレックス」という語まで生み出す者もいる。
また、もとは海外経験や語学力などの文化的差異によって区別（または差別）するための語であったが、近年では血統（人種）的差異によって「純ジャパ」か否かを分け、外国にルーツを持たない日本人のことを純粋な日本人という意味を込めて用いる者がいる。「純ジャパ」の普及とともにハーフを指す「混ジャパ」という用語も生まれている。実際のところ「純粋日本人」の定義は難しいのだが単一民族説は戦後の言論において非常に人気がある。